# Merkur 06 Oelsnitz
Der SV Merkur 06 Oelsnitz ist ein deutscher Fußballverein aus Oelsnitz/Vogtl. im Vogtlandkreis. Heimstätte ist das Elstertalstadion. Der Club steht in der Tradition der BSG Halbmond Oelsnitz bzw. der BSG Fortschritt Oelsnitz.

## Verein
Der SV Merkur wurde im Jahr 1906 unter der Bezeichnung SV Merkur Oelsnitz gegründet. Der Club agierte bis 1944 innerhalb des mitteldeutschen Fußballs stets unterklassig, etwaige Teilnahmen in der Gauliga Sachsen sowie an den Endrunden des Verbandes Mitteldeutscher Ballspiel-Vereine fanden nicht statt. 1943 bildete der Club mit der TSG Raschau kurzzeitig eine Kriegsspielgemeinschaft und trat bis 1944 unter der Bezeichnung KSG Oelsnitz an.
1945 wurde der Verein aufgelöst und als SG Oelsnitz neu gegründet. In der Folgezeit vollzog die lose Sportgruppe mit dem Einstieg des ortsansässigen  Halbmondteppichwerkes als Trägerbetrieb sowie der Sportvereinigung Fortschritt erneute Umbenennungen in Halbmond Oelsnitz (1949), später dann in Fortschritt Oelsnitz (1952).
Auf sportlicher Ebene war Fortschritt Oelsnitz zunächst im Bezirksklassenbereich vertreten. 1958 gelang Oelsnitz nach Entscheidungsspielen gegen die Spvgg. Falkenstein, gemeinsam mit Motor Oberfrohna, Aktivist „Grube Deutschland“ Oelsnitz und Aufbau Aue-Bernsbach, der erstmalige Aufstieg zur damals viertklassigen Bezirksliga Karl-Marx-Stadt. In der Bezirksliga agierte die Fortschritt bis 1961 insgesamt drei Spielzeiten, um den möglichen Aufstieg zur II. DDR-Liga spielten sie jedoch keine Rolle. Im Anschluss versank Fortschritt Oelsnitz wieder in der Bedeutungslosigkeit des DDR-Fußballs und war auf Ligaebene nur noch im vogtländischen Lokalfußball vertreten. 1956 sowie 1957 trat die BSG jeweils im FDGB-Pokal an. Nach Qualifikationssiegen über Stahl Silbitz und Chemie Elsterberg unterlagen die Vogtländer in der ersten Hauptrunde dem DDR-Ligisten Motor Altenburg mit 1:5. Im Folgejahr scheiterte Oelsnitz bereits in der Qualifikation an der ASG Vorwärts Leipzig.
1990 vollzog der Verein eine Umbenennung in TSV Oelsnitz, im Jahr 2001 löste sich die Fußballabteilung aus dem TSV heraus und tritt seitdem wieder unter der Bezeichnung Merkur 06 Oelsnitz in Erscheinung. Sportlich pendelte Merkur 06 nach der Wende jeweils zwischen Bezirksliga und Bezirksklasse. 2011 spielte der Club erstmals in der Landesliga Sachsen. Zwischenzeitlich musste man jedoch wieder in tiefere Spielklassen absteigen, 2016 gelang der Aufstieg aus der achtklassigen Kreisoberliga Vogtland in die Landesklasse (7. Liga).

## Statistik
- Teilnahme FDGB-Pokal: 1956 (1. HR), 1957 (QR)
- Teilnahme Bezirksliga Karl-Marx-Stadt: 1958 bis 1961

## Personen
- André Köhler